# Ivone Guimarães
Ivone Guimarães Batista Lopes (Pitangui, 15 de junho de 1908 - 9 de março de 1999) foi professora, sufragista e ativista brasileira. Ela foi uma das primeiras mulheres a votar no Brasil, junto com Celina Guimarães Viana e Miêtta Santiago.
Em 1928, Ivone Guimarães obteve o direito ao voto da mesma maneira que Miêtta Santiago, que foi a primeira mineira a consegui-lo. A conquista foi através de um mandato de segurança baseado no artigo 70 da Constituição Federal, que diz: "São eleitores os cidadãos maiores de 21 anos que se alistarem na forma da lei". Então em 27 de Outubro do mesmo ano, ela consegue seu direito de votar e ser votada. No dia seguinte, a edição de nº 1 do jornal Município de Pitangui publicou uma página inteira exaltando a “jovem e inteligente professora”.

## Carreira
Estudou no Colégio Nossa Senhora das Dores de São João Del Rey, onde se formou em 1924. No próximo ano, inicia suas atividades no Grupo Escolar Francisca Botelho. Também passou um tempo na cadeira de Metodologia da Escola Normal Monsenhor Artur de Oliveira, mas em 1933, passa a ocupar a cadeira de Psicologia da Escola Normal de Belo Horizonte. Em 1946, foi nomeada professora de Sociologia Educacional no Instituto de Educação de Minas Gerais. Além disso, foi designada membro efetivo da Junta Examinadora dos candidatos ao Ministério Oficial de 2º Grau e, no ano seguinte, formou-se bacharel em direito pelo UFMG.
Em 1962, Ivone formou-se como intérprete e tradutora de francês na ETIMIG. Em 1969, formou-se em primeiro lugar no Concurso de Educação Moral e Cívica no Instituto de Educação de Minas Gerais e aposentou-se como catedrática da cadeira de Sociologia educacional do I.E.M.G. E finalmente em 1980, aposentou-se como professora da Escola Estadual Governardor Milton Campos.

## Vida pessoal
Era filha de Amélia Lobato e Vital Pereria Guimarães. Casou-se com o engenheiro Alício Batista Lopes e tiveram os filhos: Alício, Paulo de Tarso, Francis, Patrícia Catarina, Magnus e Ruimar.